# لوئیس دوارته
لوئیس دوارته (اسپانیایی: Luis Duarte‎; ۱۰ آوریل ۱۹۴۱ – ۳ سپتامبر ۲۰۱۷) بازیکن بسکتبال اهل پرو بود. وی در بازی‌های المپیک تابستانی ۱۹۶۴ شرکت کرده‌است.